# Junger Mann am Fenster
Junger Mann am Fenster (französisch Jeune homme à sa fenêtre) ist ein 1876 entstandenes Gemälde des französischen Malers Gustave Caillebotte. Das in Öl auf Leinwand gemalte Bild hat eine Höhe von 116 cm und eine Breite von 80 cm. Zu sehen ist ein stehender Mann in Rückansicht, der aus dem geöffneten Französischen Fenster einer Wohnung auf Straßen in Paris herabschaut. Das Bild steht am Anfang einer Reihe von Gemälden, in denen der Maler die moderne Pariser Stadtlandschaft als Thema wählte. Obwohl das Gemälde in der zweiten Gruppenausstellung der Impressionisten gezeigt wurde, entspricht die nahezu fotografisch-genaue Ausführung des Bildes eher dem Naturalismus. Das Gemälde gehört zur Sammlung des J. Paul Getty Museums in Los Angeles.

## Bildbeschreibung
Für das Gemälde Junger Mann am Fenster stand Gustave Caillebottes jüngerer Bruder René Modell, wie aus Aufzeichnungen der Familie überliefert ist. Er steht im dunklen Anzug mit dem Rücken zum Bildbetrachter an einem weit geöffneten und fast bis zum Boden reichenden Französischen Fenster im dritten Stock der elterlichen Wohnung in der Pariser Rue de Miromesnil Nr. 77. Eine diagonal von links unten zur Mitte verlaufene steinerne Balustrade bildet die Trennungslinie zwischen dem privaten Innenraum der Wohnung und der öffentlichen Außenwelt der Metropole. Der Blick geht seitlich von hinten auf den Mann, den der Maler vor der rechten Seite der Balustrade platziert hat, wodurch ein nahezu unverstellter Blick auf den Stadtraum möglich ist. Die vor dem Fenster des Eckhauses verlaufende Rue de Lisbonne trifft hier auf die Rue de Miromesnil, im Hintergrund wird diese vom baumbestandenen Boulevard Malesherbes gequert. Das zarte Grün der Bäume lässt auf einen Frühlingstag schließen. Die relativ leeren Straßen werden von wenigen Passanten bevölkert, aus der die zentrale Figur einer Frau hervorsticht. Zudem sind mehrere geschlossene Kutschen zu sehen. Die mehrstöckigen Häuser entsprechen der zeitgenössischen Architektur, wie sie seit Mitte des 19. Jahrhunderts in Paris üblich war. Das helle Sonnenlicht fällt auf detailreich ausgeführte helle Steinfassaden, Zinkdächer und Schornsteine. In der Mitte ist ein wolkenloser hellblauer Himmel zu sehen.
René Caillebotte steht mit den Händen in den Hosentaschen und gespreizten Beinen dicht vor der Balustrade. Die Kunsthistorikerin Marjorie Munsterberg hat festgestellt, dass der Balusterabstand zwischen den Beinen so nicht stimmen kann, wenn die Reihung der Baluster der linken Seite logisch fortgesetzt würde. Dieser „Fehler“ erfolgte vermutlich aus malerischen Gründen, um auch hier einen Durchblick zur Straße zu ermöglichen. Die Silhouette von René Caillebotte spiegelt sich in den mit einer Gardine verhangenen Scheiben des nach innen geöffneten rechten Fensterflügels. Vom Raum selbst ist hingegen wenig zu sehen. Neben einem dunklen Teppich in Rot- und Blautönen gibt es lediglich einen zum Fenster ausgerichteten Stuhl mit Armlehne und üppiger Polsterung. Durch die Anordnung des Stuhls direkt hinter René Caillebotte kann der Eindruck entstehen, er sei gerade aufgestanden, um etwas auf der Straße genauer zu beobachten – möglicherweise die Frau, die gerade dabei ist, die Straße zu überqueren.
Das Gemälde ist unten links im Bereich des Teppichs mit „G. Caillebotte 1876“ signiert und datiert.

## Einordnung
Karin Sagner sieht den dunklen privaten Innenraum und die helle öffentliche Stadtlandschaft „durch eine imaginäre Blickachse miteinander verbunden“. Für sie zeigt Caillebotte „ein überzeugendes Bild von der Beziehung des Individuums zum städtischen Raum: eine neue Art der Stadtwahrnehmung“.

## Provenienz
Das Gemälde Junger Mann am Fenster war ein Geschenk von Caillebotte an seinen in Meaux lebenden Rechtsanwalt Albert Courtier. Dessen Erben gaben das Bild an den Pariser Kunsthändler Jean Metthey, der es um 1945 im Bestand seiner Galerie de l’Elysée führte. 1951 erwarb die New Yorker Filiale der Kunsthandlung Wildenstein & Compagny das Gemälde, die es mehrere Jahrzehnte in ihrem Besitz behielt. Am 26. Juni 1995 erwarb der texanische Kunstsammler Edwin L. Cox das Bild und behielt es bis zu seinem Tod 2020. Seine Erben ließen das Gemälde am 11. November 2021 in der New Yorker Filiale des Auktionshauses Christie’s versteigern. Das Bild ging hierbei für 53.030.000 US-Dollar an das J. Paul Getty Museum in Los Angeles.